# Крес (Тексас)
Крес (енгл. Kress) град је у америчкој савезној држави Тексас. По попису становништва из 2010. у њему је живело 715 становника.

## Демографија
Према попису становништва из 2010. у граду је живело 715 становника, што је 111 (13,4%) становника мање него 2000. године.
| Група             | 2000.       | 2010.       |
| Белци             | 289 (35,0%) | 233 (32,6%) |
| Афроамериканци    | 27 (3,3%)   | 33 (4,6%)   |
| Азијати           | 0 (0,0%)    | 1 (0,1%)    |
| Хиспаноамериканци | 506 (61,3%) | 441 (61,7%) |
| Укупно            | 826         | 715         |